# Faneva Andriatsima
Faneva Imà Andriatsima (* 3. Juni 1984 in Antananarivo) ist ein madagassischer ehemaliger Fußballspieler.

## Verein
Andriatsima begann seine Laufbahn in den heimischen Ligen Madagaskars und wechselte zwischenzeitlich zu Faucon Flacq SC auf Mauritius. 2007 ging er dann nach Frankreich und spielte dort bis 2019 für diverse Vereine, u. a. für den FC Nantes, US Créteil und zuletzt bei Clermont Foot. Dann wechselte er zu zwei Vereinen nach Saudi-Arabien und aktuell spielt er für den Al Hamriyah SC in den Vereinigten Arabischen Emiraten.

## Nationalmannschaft
Von 2003 bis 2019 absolvierte Andriatsima insgesamt 47 A-Länderspiele für Madagaskar und erzielte dabei 14 Treffer. Vier davon schoss er am 14. Oktober 2007 beim 6:2-Sieg in der WM-Qualifikation gegen die Komoren.

## Erfolge
- Madagassischer Meister: 2005
- Madagassischer Pokalsieger: 2005